# Austrolebias apaii
Austrolebias apaii är en fiskart som beskrevs av Costa, Laurino, Recuero och Salvia 2006. Austrolebias apaii ingår i släktet Austrolebias och familjen Rivulidae. Inga underarter finns listade.